# Эйтоку
Эйтоку (яп. 永徳 эйтоку) — девиз правления (нэнго) японских императоров Го-Энъю и Го-Комацу из северной династии, использовавшийся с 1381 по 1384 год .
В Южном Дворе в этот период правили императоры Тёкэй и Го-Камэяма с нэнго Кова (1381—1384).

## Продолжительность
Начало и конец эры:
- 24-й день 2-й луны 3-го года Коряку (по юлианскому календарю — 20 марта 1381);
- 27-й день 2-й луны 4-го года Эйтоку (по юлианскому календарю — 19 марта 1384).

## Происхождение
Название нэнго было заимствовано из 17-го цзюаня классического древнекитайского сочинения «Цюнь шу чжи яо» (кит. 群書治要, пиньинь Qún shū zhì yào, буквально: «Разные книги о сути управления»):「帝永思至徳以承天心」.

## События
даты по юлианскому календарю
- 1381 год (1-й год Эйтоку) — император посетил усадьбу Асикага Ёсимицу[6];
- 1381 год (1-й год Эйтоку) — кампаку Нидзё Ёсимото был повышен до дайдзё-дайдзина, а 24-летний Ёсимицу стал найдайдзином[6];
- 1382 год (2-й год Эйтоку) — Ёсимицу был повышен до садайдзина, а несколько дней спустя — до садайсё. В это же время дайнагон Фудзивара-но Санэтоки был назначен на должность найдайдзина[6];
- 1383 год (3-й год Эйтоку) — на престол в Ёсино взошёл император Го-Камеяма[7];

## Сравнительная таблица
Ниже представлена таблица соответствия японского традиционного и европейского летосчисления. В скобках к номеру года японской эры указано название соответствующего года из 60-летнего цикла китайской системы гань-чжи. Японские месяцы традиционно названы лунами.
| 1-й год Эйтоку (Металлический Петух) | 1-я луна       | 2-я луна              | 3-я луна* | 4-я луна* | 5-я луна  | 6-я луна* | 7-я луна* | 8-я луна   | 9-я луна*   | 10-я луна               | 11-я луна  | 12-я луна* |                |
| 1-й год Кова                         | 1-я луна       | 2-я луна              | 3-я луна* | 4-я луна* | 5-я луна  | 6-я луна* | 7-я луна* | 8-я луна   | 9-я луна*   | 10-я луна               | 11-я луна  | 12-я луна* |                |
| ------------------------------------ | -------------- | --------------------- | --------- | --------- | --------- | --------- | --------- | ---------- | ----------- | ----------------------- | ---------- | ---------- | -------------- |
| Юлианский календарь                  | 26 января 1381 | 25 февраля            | 27 марта  | 25 апреля | 24 мая    | 23 июня   | 22 июля   | 20 августа | 19 сентября | 18 октября              | 17 ноября  | 17 декабря |                |
| 2-й год Эйтоку (Водяная Собака)      | 1-я луна       | 1-я луна (високосная) | 2-я луна* | 3-я луна  | 4-я луна* | 5-я луна  | 6-я луна* | 7-я луна*  | 8-я луна    | 9-я луна*               | 10-я луна  | 11-я луна* | 12-я луна      |
| 2-й год Кова                         | 1-я луна       | 1-я луна (високосная) | 2-я луна* | 3-я луна  | 4-я луна* | 5-я луна  | 6-я луна* | 7-я луна*  | 8-я луна    | 9-я луна*               | 10-я луна  | 11-я луна* | 12-я луна      |
| Юлианский календарь                  | 15 января 1382 | 14 февраля            | 16 марта  | 14 апреля | 14 мая    | 12 июня   | 12 июля   | 10 августа | 8 сентября  | 8 октября               | 6 ноября   | 6 декабря  | 4 января 1383  |
| 3-й год Эйтоку (Водяная Свинья)      | 1-я луна       | 2-я луна              | 3-я луна* | 4-я луна  | 5-я луна* | 6-я луна  | 7-я луна* | 8-я луна*  | 9-я луна    | 10-я луна*              | 11-я луна  | 12-я луна* |                |
| 3-й год Кова                         | 1-я луна       | 2-я луна              | 3-я луна* | 4-я луна  | 5-я луна* | 6-я луна  | 7-я луна* | 8-я луна*  | 9-я луна    | 10-я луна*              | 11-я луна  | 12-я луна* |                |
| Юлианский календарь                  | 3 февраля 1383 | 5 марта               | 4 апреля  | 3 мая     | 2 июня    | 1 июля    | 31 июля   | 29 августа | 27 сентября | 27 октября              | 25 ноября  | 25 декабря |                |
| 4-й год Эйтоку (Деревянная Крыса)    | 1-я луна       | 2-я луна              | 3-я луна* | 4-я луна  | 5-я луна  | 6-я луна* | 7-я луна  | 8-я луна*  | 9-я луна    | 9-я луна (високосная) * | 10-я луна* | 11-я луна  | 12-я луна*     |
| 1-й год Гэнтю                        | 1-я луна       | 2-я луна              | 3-я луна* | 4-я луна  | 5-я луна  | 6-я луна* | 7-я луна  | 8-я луна*  | 9-я луна    | 9-я луна (високосная) * | 10-я луна* | 11-я луна  | 12-я луна*     |
| Юлианский календарь                  | 23 января 1384 | 22 февраля            | 23 марта  | 21 апреля | 21 мая    | 20 июня   | 19 июля   | 18 августа | 16 сентября | 16 октября              | 14 ноября  | 13 декабря | 12 января 1385 |

* звёздочкой отмечены короткие месяцы (луны) продолжительностью 29 дней. Остальные месяцы длятся 30 дней.